# Kornel Kozłowski
Kornel Kozłowski (ur. 30 marca 1838 w Warszawie, zm. 3 marca 1904 w Dąbrowie Górniczej) – polski etnograf i historyk, syn filologa Felicjana Antoniego Kozłowskiego.
Idąc śladami ojca zajmował się historią, zwłaszcza historią Mazowsza. Wyrazem tych zainteresowań była praca Czersk historycznie i statystycznie opisany, wydana jako załącznik do pracy ojca Dzieje Mazowsza za panowania książąt (1858).
W roku 1866 wydał pracę własną - Przed rokoszem 1598-1605. Rzecz według źródeł rękopiśmiennych opowiedziana. Po spotkaniu z Oskarem Kolbergiem, z którym badał okolice Czerska, zainteresował się kulturą ludową regionu, czego owocem była praca Materiały do etnografii słowiańskiej. Lud, pieśni, podania, baśnie i przesądy ludu z Mazowsza Czerskiego, wraz z tańcami i melodiami (1873), którą Kolberg ocenił jako znakomitą i z której w swej pracy "Mazowsze" szeroko korzystał.